# Cuộc chiến đấu vẫn còn tiếp diễn
Cuộc chiến đấu vẫn còn tiếp diễn là một phim trinh thám của đạo diễn Nguyễn Khắc Lợi, trình chiếu lần đầu trong Tết Nguyên Đán năm 1966.

## Nội dung
Truyện phim có nhan đề ban sơ là Tiếng pháo đêm giao thừa, phỏng theo một sự kiện có thật tại Bắc Bộ trước thềm Chiến tranh Việt Nam. Phim mô tả cuộc đấu trí giữa các cán bộ công an với một lưới gián điệp do Pháp để lại sau triệt thoái nhưng được CIA thuê điều tra tình hình Bắc Việt nhằm chuẩn bị kế hoạch đổ quân.

## Kĩ thuật
Bộ phim dựng bối cảnh chủ yếu tại thôn Do Nghĩa (xã Sơn Vi, huyện Lâm Thao, tỉnh Phú Thọ), cảnh phụ tại Hải Phòng và di tích Nhà Đấu Xảo Thuộc Địa (nay là Cung Văn hóa Hữu nghị Hà Nội), cùng năm 1965.
| “                          | Lần đầu tiên nhận được lời mời làm phim của Bộ Công an, tôi rất mừng nhưng cũng khá lo lắng bởi lần đầu tiên tôi làm một bộ phim về đề tài phản gián. Tôi không biết kịch bản văn học thì Bộ trưởng Trần Quốc Hoàn có đọc không, nhưng khi tôi viết xong kịch bản phân cảnh, đích thân Bộ trưởng đã đọc, sửa, duyệt. Tập kịch bản có đầy đủ bút tích của Bộ trưởng Trần Quốc Hoàn với những nhận xét, yêu cầu chỉnh sửa cho đúng với yêu cầu thực tế và yêu cầu nghiệp vụ tôi vẫn còn nhớ mãi. Tôi rất cảm kích tấm lòng của Bộ trưởng Trần Quốc Hoàn. Bởi là Bộ trưởng, là Ủy viên Bộ Chính trị thì ông bận trăm công ngàn việc nhưng vẫn dành thời gian quan tâm đến đoàn làm phim và anh em văn nghệ sĩ chúng tôi. Thậm chí, Bộ trưởng đã dành ra một ngày cùng với đồng chí Kim Sơn nói chuyện rất kỹ với chúng tôi về nghiệp vụ Công an, những câu chuyện về bắt gián điệp, chuyện về bọn tội phạm và cả thủ thuật hành động của chúng để anh em nghệ sĩ chúng tôi có những kiến thức về ngành. Các chi tiết liên quan đến nghiệp vụ Công an, đồng chí Trần Quốc Hoàn đều cố vấn và sửa rất kỹ lưỡng. Có những chi tiết, nếu không có sự cố vấn này, theo góc nhìn của người làm nghề là "lộ nghiệp vụ" rồi. Nhờ sự giúp đỡ tận tình, chu đáo ấy, chúng tôi rất vững tâm và bộ phim đã hoàn thành tốt bởi sự chăm lo, giúp đỡ tận tình từng ly từng tí của Bộ trưởng Trần Quốc Hoàn và lãnh đạo Bộ Công an ngày đó. Tôi được biết lúc đó, Bộ trưởng Trần Quốc Hoàn đã có ý kiến chỉ đạo các đơn vị tạo mọi điều kiện giúp đỡ đoàn làm phim chúng tôi. Phải nói rằng, lần đầu tiên sản xuất một bộ phim về đề tài Công an, nên Bộ Công an quan tâm sát sao lắm, đã giúp đỡ chúng tôi hết mình, đáp ứng tối đa mọi yêu cầu của đoàn làm phim. Lúc đó chúng tôi đúng là "thượng khách" của ngành Công an, được ưu ái lắm. Còn về chuyện Bộ trưởng có xuống thăm hiện trường quay phim hay không thì tôi không rõ lắm. Có thể do lúc Bộ trưởng đến lặng lẽ lúc tôi đang chỉ đạo diễn xuất nên không biết chăng? Đến khi bộ phim hoàn thành, Bộ trưởng Trần Quốc Hoàn còn thay mặt Bộ Công an tặng Bằng khen cho đoàn làm phim như một sự ghi nhận và khích lệ đối với đóng góp của những người nghệ sĩ. | ” |
| — Đạo diễn Nguyễn Khắc Lợi | |   |

### Sản xuất
- Mĩ thuật: NSƯT Nguyễn Trịnh Thái
- Âm thanh: Mai Thế Hồng
- Nhạc trưởng: Vũ Lương
- Dựng phim: Nguyễn Bá Nghi
- Chiếu sáng: Đỗ Công Đài
- Hóa trang: Quy Phức, Anh Thư
- Phục trang: Trần Đình Phùng
- Dựng cảnh: Ngô Xuân Hoàng
- Đạo cụ: Ngô Bích Hải
- Bí thư trường quay: Lê Mạnh
- Cố vấn: Trần Quốc Hoàn[1], Nguyễn Kim Sơn, Trần Văn Nhất, Lê Tri Kỷ

### Diễn xuất
- Trà Giang... Việt Hà
- Lâm Tới... Sáng
- Sỹ Minh... Trung tá công an
- Lưu Xuân Thư... Thiếu tá công an
- Mai Châu[2]... Lệ Mỹ
- Ngô Nam... Khánh
- Hoàng Văn Tạo... Đôn
- Lê Văn Phức... Nhu
- Thu Hiền... Kim Anh
- Kim Thanh... Bí thư của Sáng
- Lân Bích... Văn Thành
- Trịnh Thịnh... Vũ Lân
- Trần Đình Thọ... Thắng
- Nguyễn Văn Ty... Toàn
- Dục Tú... Vợ Đôn
- Văn Hòa... Ngô Sung
- Hòa Tâm... Tuyến
- Anh Thái... Trinh sát công an
- Nguyễn Thị Ngọc Hà... Con gái Đôn

## Hậu trường
- Để có áo dài hạng sang hợp với các nữ diễn viên đóng phân cảnh dạ tiệc, đoàn làm phim phải xin phiếu ưu tiên để sắm vải cao cấp tại một cửa hiệu phố Bờ Hồ (Hà Nội), nơi duy nhất tại Bắc Bộ dành cho chuyên gia.
- Cảnh viên thám báo Việt Nam Cộng hòa đột nhập nhà dân xong dùng bao tay xóa dấu vết được bộ trưởng Trần Quốc Hoàn khuyên bỏ để bọn tội phạm khỏi bắt chước.
- Không diễn viên nào biết lái xe hơi nên khi quay phải có một chiến sĩ công an nằm trong xe lái hộ.
- Bộ Nội vụ phải cử một sĩ quan dạy nghệ sĩ Mai Châu cách đánh morse và phân tích cho bà hiểu tâm lý gián điệp.

| “               | Chính nhờ sự giúp đỡ chu đáo, tận tình của các chiến sĩ công an, mà tôi mới có thể nắm bắt và lột tả sắc nét diễn biến tâm lý phức tạp của nữ gián điệp trong từng hoàn cảnh như thế. Tôi cũng không bao giờ quên được sự quan tâm của bộ trưởng Trần Quốc Hoàn. Khi ông nhìn thấy nữ diễn viên đã vào vai tên gián điệp trong buổi chiếu thử, ông đã hỏi mọi người: Chị Mai Châu đâu ? Phát hiện tôi ngồi cuối hội trường, bộ trưởng đã đến tận nơi, ân cần bắt tay và hỏi xem tôi có thích vai diễn không ? Tôi bảo 'không' vì lý do đi đóng gián điệp trong khi mọi người đang quan tâm và ca ngợi những phụ nữ ba đảm đang. Bộ trưởng liền cười: Chị đóng gián điệp mà đạt thế thì cũng là phụ nữ ba đảm đang còn gì ? Tấm bằng khen của Bộ tặng khi bộ phim hoàn thành không chỉ ghi nhận sự cống hiến của tôi với điện ảnh, mà còn là minh chứng về tấm lòng của những người làm công tác an ninh với người nghệ sĩ. | ” |
| — NSƯT Mai Châu | |   |

| “                          | Tôi ấn tượng nhất về Bộ trưởng Trần Quốc Hoàn đó là sự gần gũi, chỉn chu, tận tình và yêu mến văn nghệ sĩ. Khi đó tôi không biết nhiều về ông nhưng vừa cảm kích, vừa ngạc nhiên lại vừa biết ơn. Tôi nhớ mãi chuyện khi đoàn làm phim chúng tôi chuẩn bị xuống Hải Phòng quay, Bộ trưởng dặn dò tôi là xuống dưới ấy phải gửi tập kịch bản này vào Sở Công an Hải Phòng để họ giữ cho, đề phòng mất mát, thất lạc. Lúc ở Công an Hải Phòng, có lẽ do nhà bếp cho ăn nhiều đồ biển quá nên diễn viên Lâm Tới bị đau bụng, phải đưa đi cấp cứu, Bộ trưởng Trần Quốc Hoàn đã rất lo lắng và còn đề cập cả đến việc liệu khả năng có kẻ xấu rắp tâm đầu độc diễn viên không. Sau này, tuy không có cơ hội nào làm phim cho lực lượng Công an nữa, nhưng thời gian làm phim 'Cuộc chiến đấu vẫn còn tiếp diễn' trở thành những kỷ niệm đẹp trong đời làm đạo diễn của tôi. | ” |
| — Đạo diễn Nguyễn Khắc Lợi | |   |